# Ferulasi
Ferulasi, voluit Ferulasivallen of Ferulasisoela, is een stroomversnelling in de Boven-Surinamerivier. Ze ligt stroomopwaarts vanaf de toeristische eilanden Tang Loekoe, Kninipaati en Anaula, ter hoogte van de dorpen Gunsi en Ladouanie Airstrip).

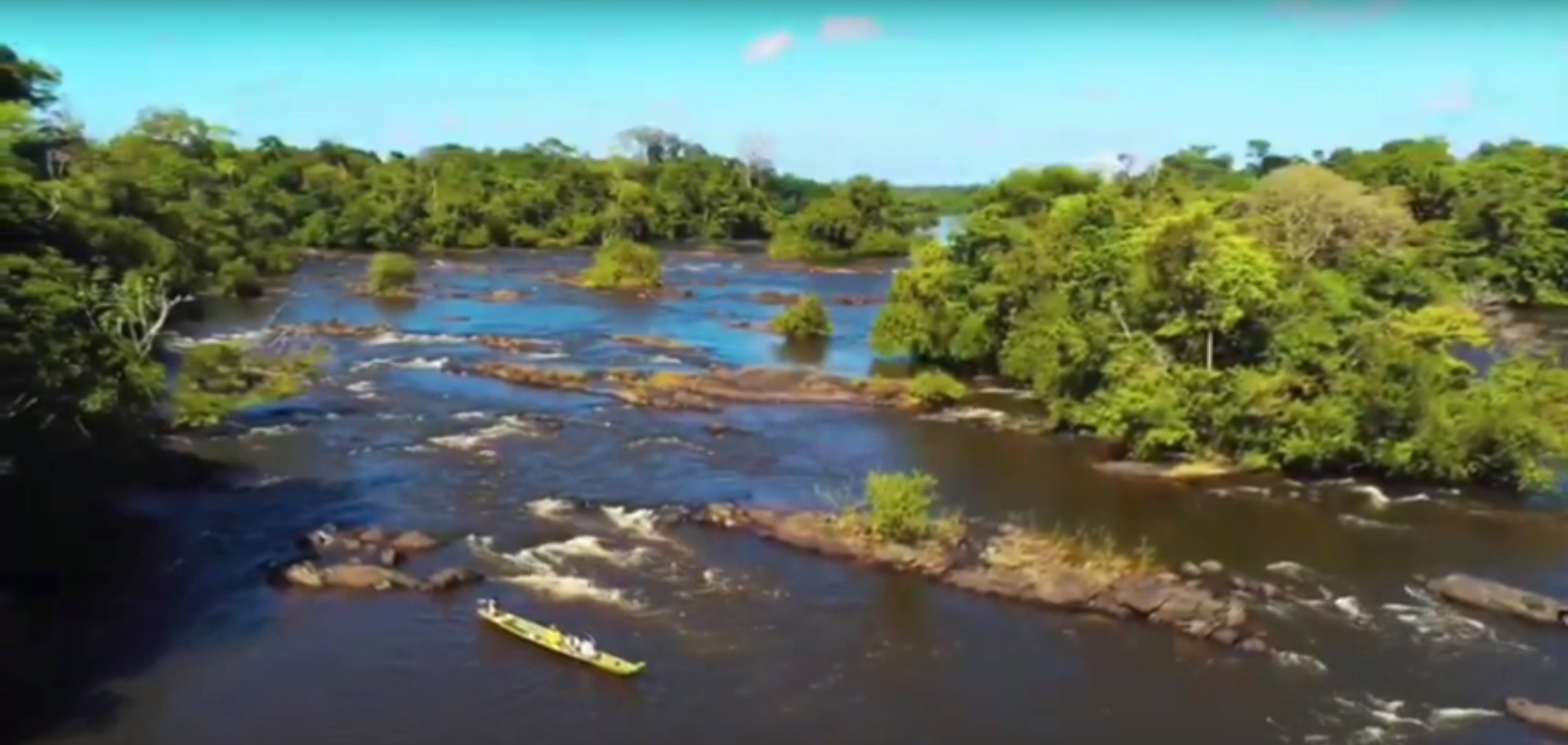
De Ferulassivallen, 2021